# 池田隆徳
池田 隆徳（いけだ りゅうとく、1882年5月 - 1966年）は、日本の精神医学者。巣鴨保養院院長、東京女子医学専門学校（現・東京女子医科大学）教授。学位は、医学博士。

## 経歴
1882年5月、福岡県に生まれる。1900年、福岡県中学修猷館、1903年、第五高等学校医科を経て、1908年、東京帝国大学医科大学を卒業し大学院に進み、呉秀三のもとで精神病学を研究する。その傍ら、同大学で助手、東京府巣鴨病院（東京都立松沢病院の前身）で医員を務める。
1910年6月、巣鴨保養院院長に就任し、精神病者救治会事業で呉秀三を支えた。東京女子医学専門学校教授も務めている。
巣鴨保養院では、1924年7月31日に統合失調症と診断された作家島田清次郎が入院しており、池田が診療を行ったが、1930年4月29日にここで死去している。その後、池田は手記「島田清次郎君の死」を発表した。